# قوة امن الحدود الخاصة
قوة امن الحدود الخاصة قوة خاصة تابعة لحرس الحدود وتختلف عن الوحدات الخارجية في حرس الحدود من حيث الدقة في اختيار منسوبيها والتدريب العالي الذي يخضعون له، إضافة إلى الأسلحة والمعدات والآليات التي تمتلكها نظير المهام الأمنية النوعية التي تباشرها. ومن مهامها دعم وإسناد قطاعات ووحدات حرس الحدود في مناطق المملكة العربية السعودية.يذكر أن القوة أسست عام 1421 هـ في الرياض كقوة برية وبحرية ثم نقلت القوة البحرية إلى الشرقية لمدة عام واحد ثم نقلت إلى منطقة مكة المكرمة عام 1425 هـ.

## مهام القوة
التعامل مع الأحداث الإرهابية والتصدي للإرهابيين في حدود مسؤوليات حرس الحدود أو عمليات القرصنة البحرية والسطو المسلح على متن الوسائط البحرية.وحماية الجزر البحرية والمراكز الساحلية، ودعم ومساندة وحدات قطاعات حرس الحدود عند الحاجة، وأمن وحماية المنشآت الحيوية التي تقع تحت مسؤولية حرس الحدود عند الطلب، وحماية الشخصيات الهامة من زوار حرس الحدود والوفود الأجنبية، ومساندة الوحدات الأمنية الأخرى عندما تستدعي الحاجة لذلك.

## المشاركات

### التدخل العسكري في اليمن
باشرت القوة العديد من مهام حرس الحدود أهمها مشاركتنا في تطبيق الحظر البحري في عاصفة الحزم، حيث دعمت القوة منطقة جازان بعدد من رجال الأمن، إلى جانب عدد من المهام فيما يخص التسلل والتهريب وفرض الرقابة والسيطرة على المناطق البحرية ومهام أمنية، إضافة إلى عدد من المهام في المسح الأمني الجوي على الحدود البحرية في منطقة مكة المكرمة بالتعاون مع طيران الأمن بوزارة الداخلية.